# Geolycosa rafaelana
Geolycosa rafaelana is een spinnensoort in de taxonomische indeling van de wolfspinnen (Lycosidae).
Het dier behoort tot het geslacht Geolycosa. De wetenschappelijke naam van de soort werd voor het eerst geldig gepubliceerd in 1928 door Ralph Vary Chamberlin.